# Diógenes Laercio
Diógenes Laercio (en griego: Διογένης ὁ Λαέρτιος; flor. siglo III d. C.) fue un biógrafo e historiador de la filosofía. Poco se sabe de su vida, pero su obra Vidas, opiniones y sentencias de los filósofos más ilustres es la mejor fuente que nos ha llegado para reconstruir la historia de la filosofía griega. 
Se lo considera un doxógrafo, esto es, un autor sin una filosofía propia que recoge por escrito la biografía, las vicisitudes, las anécdotas, las opiniones (dóxai) y las teorías de otros, a los que considera ilustres. Gracias a él se han conservado doctrinas y textos filosóficos de la antigüedad que se habrían perdido sin su esfuerzo compilatorio.
La calidad de sus recopilaciones es desigual: los modernos estudiosos le reprochan falta de sentido crítico al reproducir informaciones extraídas de sus fuentes, pero al mismo tiempo le reconocen la virtud de evitar reinterpretaciones o de introducir sesgos propios.

## Biografía

### Época
Se ignoran las circunstancias de su vida, de sus estudios y de su época, supliéndose con conjeturas en base a datos de su obra. Como los autores más tardíos que cita son Plutarco, Teodosio el escéptico, Sexto Empírico y el discípulo de este, Saturnino el Citenate, se cree que vivió durante el reinado del emperador romano Alejandro Severo (222-235).

### Apelativo
La auténtica forma de su nombre no ha sido transmitida con exactitud: tanto los manuscritos como las menciones de Sópatro de Apamea y de la Suda lo nombran como Λαέρτιος Διογένης, pero Esteban de Bizancio y la Antología palatina invierten el orden y lo llaman Διογένης Λαέρτιος. Por otro lado, la expresión διογενὲς Λαερτιάδη (‘hijo de Laertes, del linaje de Zeus’) es una expresión que más de una vez utiliza Homero para referirse a Odiseo, de lo que se ha deducido que «Laercio» bien pudiera haber sido tomado de la tradición homérica para dar un apellido a un Diógenes de oscura extracción.

### Origen
En cuanto a su lugar de nacimiento o de residencia habitual tampoco existen datos positivos. Puede que el epíteto Laercio sea un locativo de la ciudad de Laertes, en Cilicia, mencionada por Estrabón. Pero puede deberse también a la familia romana de los Laercios. Otros estudiosos, refiriéndose a su biografía del escéptico Timón el Silógrafo, comentada por Apolónides de Nicea, en la que Diógenes llama a este último «ὁ παρ ἡμῶν» (‘uno de nosotros’), infieren que era originario de Nicea, en Bitinia. Finalmente hay quien, a través de deducciones de carácter cultural, aunque sin pronunciarse taxativamente sobre su origen cree que vivió principalmente en Alejandría.

### Adscripción a una escuela
Diógenes Laercio no se adscribe a sí mismo a una escuela filosófica. Se han señalado, no obstante, cuatro posibles escuelas hacia las que manifiesta una mayor simpatía:
- Los escépticos o pirrónicos, tratados con gran amplitud, a los que considera claramente una escuela, especialmente frente a los dogmáticos, a quienes parece retratar desde una perspectiva escéptica.
- Platón y los platónicos o académicos, tratados con gran respeto y extensión, a quienes dedica dos de los diez libros de las Vidas.
- Epicuro y el epicureísmo, donde abandona su objetividad distante y hace una calurosa defensa de esta doctrina, a la que llama «el principio de nuestra felicidad».[9]
- Los cínicos, cuya tosca simplicidad e intransigencia le agradan, como refleja especialmente en los epigramas. Los considera una auténtica escuela filosófica y no, como afirman algunos, un mero modo de vida.[10]

Además de estas expresiones de simpatía, también expresa otras de antipatía, como su desdén por las supersticiones, o por los reformadores religiosos (Pitágoras y Empédocles), y su desprecio de los gazmoños e hipócritas calumniadores de Epicuro.
Pero, a pesar de todas estas expresiones, en ningún lugar manifiesta D. Laercio su preferencia por alguna escuela filosófica en particular, ni proclama ninguna doctrina propia. Aunque su imparcialidad expositiva parece aprendida de los escépticos, es probable que provenga de su indiferencia y desapasionamento filosófico. En cuanto a las expresiones entusiastas por las doctrinas de Epicuro, muy bien podrían ser copiadas de alguna fuente, y no provenientes de su opinión personal.

## Escritos

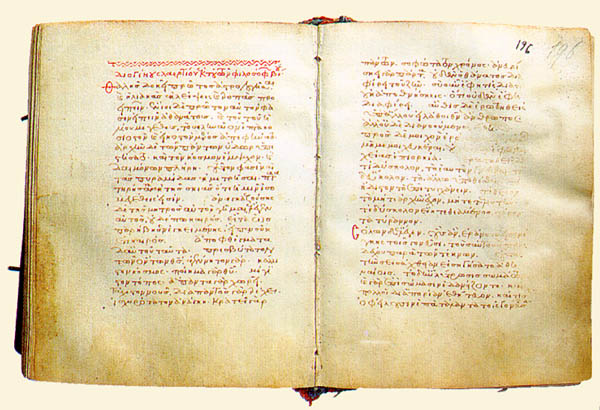
Manuscrito del, en griego, mostrando texto de Diógenes Laercio.

Se sabe de dos obras de Diógenes Laercio: una de poemas o epigramas, de la que solo se conservan escasos fragmentos, y otra de historia de la filosofía, que ha llegado a nosotros casi en su totalidad, con algunas lagunas detectadas.

### Pammetros
Obra de juventud en varios tomos, hoy perdida salvo por los fragmentos recogidos en las Vidas. El título Παμμέτρoς (‘versos en todos los metros’) se refiere al menos al primero de los tomos. Recogía epigramas o sentencias referidas a personas famosas ya fallecidas. La calidad poética ha sido considerada escasa, aunque algunos comentadores valoran sus chispas de ingenio.

### Vidas de los filósofos
La única obra conservada son los diez tomos de su obra Vidas, opiniones y sentencias de los filósofos más ilustres. Estas Vidas son un documento inestimable acerca de la filosofía griega de la época clásica. Contiene biografías, doctrinas sumarias y fragmentos de la filosofía en griego desde los presocráticos hasta Sexto Empírico, contemporáneo del autor. 
La meticulosidad de Diógenes Laercio lo llevó a incluir informaciones inciertas, poco contrastadas, o simples chismes que, sin embargo, en muchos casos resultan reveladores para la datación de versiones y para la interpretación de los restos textuales antiguos. La riqueza y variedad de los datos que transmite se ve mermada, sin embargo, por su falta de rigor filosófico.
Las Vidas dividen la historia de la filosofía griega en dos distintas sucesiones: la jónica y la itálica:
- La sucesión jónica se inicia con Anaximandro y los presocráticos milesios y llega hasta Sócrates y los socráticos menores. De ahí se separa en tres ramas:  
  - Platón y Academias antigua, media y nueva, llegando hasta Clitómaco.
  - Antístenes, cínicos y estoicos hasta Crisipo (aunque se ha perdido la reseña de bastantes filósofos estoicos).
  - Aristóteles, Teofrasto y otros peripatéticos.
- La sucesión italiana empieza con Ferécides y Pitágoras e incluye los filósofos eleáticos y atomistas hasta Epicuro. Termina incluyendo filósofos para los que no encuentra sucesión, como son los escépticos.[19]

El contenido de los diez libros de las Vidas es el siguiente:
| Libro I    | Proemio. Los siete sabios.                                                   |
| Libro II   | Filósofos milesios, Sócrates y socráticos menores.                           |
| Libro III  | Platón                                                                       |
| Libro IV   | La Academia y los filósofos platónicos.                                      |
| Libro V    | Aristóteles y los filósofos peripatéticos.                                   |
| Libro VI   | Los filósofos cínicos.                                                       |
| Libro VII  | Los primeros filósofos estoicos. La parte final de este libro se ha perdido. |
| Libro VIII | Pitágoras y el pitagorismo.                                                  |
| Libro IX   | Heráclito, filósofos eleáticos, atomistas y escépticos.                      |
| Libro X    | Epicuro.                                                                     |

Pese a los problemas de insuficiente fialibilidad y rigor, las Vidas de Diógenes Laercio son la mejor recopilación de la historia de la filosofía griega llegada desde la antigüedad, y nos ha transmitido doctrinas y opiniones de los estoicos que no aparecen en ninguna otra fuente, llegando, en el caso de Epicuro, a transmitir obras completas, como son las Máximas capitales y las tres cartas doctrinales dirigidas a Heródoto, Pítocles y Meneceo.